# Campionati del mondo allievi di atletica leggera 2001
I Campionati del mondo allievi di atletica leggera 2001 (2ª edizione), si sono svolti a Debrecen, in Ungheria dal 12 al 15 luglio. Le competizioni si sono tenute allo Stadion Oláh Gábor Út.

## Medagliati

### Uomini
| Specialità | Oro                                                             | Prestazione | Argento                                                               | Prestazione | Bronzo                                                                    | Prestazione |
| Corse piane |                                                                 |             |                                                                       |             |                                                                           |             |
| 100 m | Darrel Brown                                                    | 10"31       | Willie Hordge                                                         | 10"41       | Jonathan Wade                                                             | 10"53       |
| 200 m | Jonathan Wade                                                   | 20"95       | Michael Grant                                                         | 21"30       | Dion Rodriguez                                                            | 21"36       |
| 400 m | Karol Grzegorczyk                                               | 46"90       | Piotr Kedzia                                                          | 47"12       | Jermaine Gonzales                                                         | 47"51       |
| 800 m | Salem Amer Al-Badri                                             | 1'50"15     | Cosmas Rono                                                           | 1'50"35     | Liao Fu-Pin                                                               | 1'51"35     |
| 1.500 m | Isaac Kiprono Songok                                            | 3'36"78     | Samuel Dadi                                                           | 3'39"78     | Abdulrahman Suleiman                                                      | 3'42"03     |
| 3.000 m | Markos Geneti                                                   | 7'55"82     | David Kilel                                                           | 7'56"95     | James Kwalia                                                              | 7'57"71     |
| 10.000 m marcia | Vladimir Kanajkin                                               | 42'55"75    | Mikhail Seredovich                                                    | 43'44"32    | Francisco Flores                                                          | 43'53"13    |
| Corse a ostacoli |                                                                 |             |                                                                       |             |                                                                           |             |
| 110 hs (91,4 cm) | Nassim Meziane Ibrahimi                                         | 13"27       | Marthinus van der Vyver                                               | 13"35       | Eddy De Lépine                                                            | 13"39       |
| 400 hs (84 cm) | Amin Mohammed Al-Ozon                                           | 50"25       | Jonathan Walker                                                       | 51"32       | Kenji Narisako                                                            | 52"09       |
| 2.000 siepi | David Kirwa                                                     | 5'33"40     | Brimin Kipruto                                                        | 5'36"81     | Abrham Kebeto                                                             | 5'37"76     |
| Salti |                                                                 |             |                                                                       |             |                                                                           |             |
| Salto in alto | Aleksej Dmitrik                                                 | 2,23 m      | James Watson                                                          | 2,21 m      | Aleksandr Plisko                                                          | 2,19 m      |
| Salto con l'asta | Artem Kuptsov                                                   | 5,15 m      | Vincent Favretto                                                      | 5,15 m      | Go Kishita                                                                | 5,00 m      |
| Salto in lungo | Thiago Dias                                                     | 7,72 m      | Ibrahim Abdulla Al-Waleed                                             | 7,62 m      | Andrew Howe                                                               | 7,61 m      |
| Salto triplo | Jonathan Moore                                                  | 16,36 m     | Arnie David Giralt                                                    | 16,33 m     | Osniel Tosca                                                              | 15,67 m     |
| Lanci |                                                                 |             |                                                                       |             |                                                                           |             |
| Getto del peso (5 kg) | Georgi Ivanov                                                   | 19,73 m     | Yasser Ibrahim Farag                                                  | 19,58 m     | Lee Min-Won                                                               | 19,57 m     |
| Lancio del disco (1,5 kg) | Khalid Habash Al-Suwaidi                                        | 62,67 m     | Robert Harting                                                        | 62,04 m     | Omar Ahmed El Ghazaly                                                     | 61,06 m     |
| Lancio del giavellotto (700 g) | Teemu Wirkkala                                                  | 76,18 m     | Hamed Al-Khalifa                                                      | 73,56 m     | Tero Järvenpää                                                            | 68,85 m     |
| Lancio del martello (5 kg) | József Horváth                                                  | 80,11 m     | Werner Smit                                                           | 79,48 m     | Kirill Ikonnikov                                                          | 77,75 m     |
| Prove multiple |                                                                 |             |                                                                       |             |                                                                           |             |
| Octathlon | Rene Oruman                                                     | 6.219 p.    | Essa Mufarrah                                                         | 6.024 p.    | Jason Dudley                                                              | 5.997 p.    |
| Staffette |                                                                 |             |                                                                       |             |                                                                           |             |
| Staffetta svedese | Polonia Tomasz Kaska Piotr Zrada Piotr Kedzia Karol Grzegorczyk | 1'50"46     | Stati Uniti Jonathan Wade Michael Grant Willie Hordge Jonathan Walker | 1'50"90     | Sudafrica Samuel Brits Marthinus van der Vyver Leigh Julius L. J. van Zyl | 1'51"35     |
| record mondiale; record mondiale stagionale; record africano; record asiatico; record europeo; record nord-centroamericano e caraibico; record sudamericano; record oceaniano; record dei campionati; record nazionale; record personale; record personale stagionale. |                                                                 |             |                                                                       |             |                                                                           |             |

### Donne
| Specialità | Oro                                                                   | Prestazione | Argento                                                                     | Prestazione | Bronzo                                                            | Prestazione |
| Corse piane |                                                                       |             |                                                                             |             |                                                                   |             |
| 100 m | Allyson Felix                                                         | 11"57       | Kerron Stewart                                                              | 11"72       | Zuzana Kosová                                                     | 11"83       |
| 200 m | Angel Perkins                                                         | 23"07       | Amy Spencer                                                                 | 23"45       | Zuzana Kosová                                                     | 23"98       |
| 400 m | Stephanie Smith                                                       | 52"19       | Jerrika Chapple                                                             | 52"80       | Anneisha McLaughlin                                               | 53"35       |
| 800 m | Cherotich Ruto                                                        | 2'05"50     | Veronika Plesarová                                                          | 2'06"01     | Carlene Robinson                                                  | 2'06"18     |
| 1.500 m | Georgie Clarke                                                        | 4'14"08     | Florence Kyalo                                                              | 4'15"71     | Sentayehu Ejigu                                                   | 4'17"51     |
| 3.000 m | Sally Chepyego                                                        | 9'09"95     | Mestawet Tufa                                                               | 9'11"60     | Fridah Domongole                                                  | 9'12"70     |
| 5.000 m marcia | Jiang Kun                                                             | 22'49"21    | Kseniya Ischeykina                                                          | 22'58"43    | Snezhana Yurchenko                                                | 23'28"51    |
| Corse a ostacoli |                                                                       |             |                                                                             |             |                                                                   |             |
| 100 hs (76,2 cm) | Kathrin Geissler                                                      | 13"49       | Ashley Lodree                                                               | 13"75       | Carla Fick                                                        | 13"75       |
| 400 hs | Camile Robinson                                                       | 58"72       | Kimberly Crow                                                               | 59"28       | Olga Nikolayeva                                                   | 59"41       |
| Salti |                                                                       |             |                                                                             |             |                                                                   |             |
| Salto in alto | Aileen Wilson                                                         | 1,87 m      | Petrina Price                                                               | 1,81 m      | Levern Spencer                                                    | 1,81 m      |
| Salto con l'asta | Silke Spiegelburg                                                     | 4,00 m      | Aleksandra Kiryashova                                                       | 4,00 m      | Anna Olko                                                         | 3,95 m      |
| Salto in lungo | Shermin Oksuz                                                         | 6,41 m      | Elena Anghelescu                                                            | 6,32 m      | Angela Dies                                                       | 6,03 m      |
| Salto triplo | Alina Popescu                                                         | 13,76 m     | Svetlana Bolshakova                                                         | 13,32 m     | Michelle Sanford                                                  | 13,22 m     |
| Lanci |                                                                       |             |                                                                             |             |                                                                   |             |
| Getto del peso | Valerie Adams                                                         | 16,87 m     | Michelle Carter                                                             | 15,23 m     | Yulia Leantsiuk                                                   | 15,08 m     |
| Lancio del disco | Ma Xuejun                                                             | 54,93 m     | Dar'ja Piščal'nikova                                                        | 49,37 m     | Amarachi Ukabam                                                   | 46,13 m     |
| Lancio del giavellotto | Kimberley Mickle                                                      | 51,83 m     | Justine Robbeson                                                            | 51,54 m     | Andrea Kvetová                                                    | 51,49 m     |
| Lancio del martello | Andrea Kéri                                                           | 59,86 m     | Berta Castells                                                              | 59,65 m     | Mariya Smaliachkova                                               | 59,16 m     |
| Prove multiple |                                                                       |             |                                                                             |             |                                                                   |             |
| Eptathlon | Annett Wichmann                                                       | 5.470 p.    | Christine Schulz                                                            | 5.346 p.    | Amandine Constantin                                               | 5.296 p.    |
| Staffette |                                                                       |             |                                                                             |             |                                                                   |             |
| Staffetta svedese | Stati Uniti Ashley Lodree Allyson Felix Angel Perkins Stephanie Smith | 2'03"83     | Giamaica Shaunette Davidson Kerron Stewart Kashain Page Anneisha McLaughlin | 2'07"45     | Romania Mariana Bilal Nadia Cocoranu Gabriela Ciuca Ioana Ciurila | 2'09"70     |
| record mondiale; record mondiale stagionale; record africano; record asiatico; record europeo; record nord-centroamericano e caraibico; record sudamericano; record oceaniano; record dei campionati; record nazionale; record personale; record personale stagionale. |                                                                       |             |                                                                             |             |                                                                   |             |

## Medagliere
| Posizione | Paese             | Oro | Argento | Bronzo | Totale |
| --------- | ----------------- | --- | ------- | ------ | ------ |
| 1         | Stati Uniti       | 5   | 7       | 3      | 15     |
| 2         | Kenya             | 4   | 4       | 2      | 10     |
| 3         | Russia            | 3   | 4       | 2      | 9      |
| 4         | Australia         | 3   | 3       | 1      | 7      |
| 5         | Germania          | 3   | 2       | 1      | 6      |
| 5         | Qatar             | 3   | 2       | 1      | 6      |
| 7         | Polonia           | 2   | 1       | 1      | 4      |
| 8         | Regno Unito       | 2   | 1       | 0      | 3      |
| 9         | Cina              | 2   | 0       | 0      | 2      |
| 9         | Ungheria          | 2   | 0       | 0      | 2      |
| 11        | Giamaica          | 1   | 2       | 3      | 6      |
| 12        | Etiopia           | 1   | 2       | 2      | 5      |
| 13        | Romania           | 1   | 1       | 1      | 3      |
| 14        | Finlandia         | 1   | 0       | 1      | 2      |
| 14        | Trinidad e Tobago | 1   | 0       | 1      | 2      |
| 16        | Brasile           | 1   | 0       | 0      | 1      |
| 16        | Bulgaria          | 1   | 0       | 0      | 1      |
| 16        | Estonia           | 1   | 0       | 0      | 1      |
| 16        | Nuova Zelanda     | 1   | 0       | 0      | 1      |
| 16        | Siria             | 1   | 0       | 0      | 1      |
| 21        | Sudafrica         | 0   | 3       | 2      | 5      |
| 22        | Bielorussia       | 0   | 1       | 4      | 5      |
| 23        | Rep. Ceca         | 0   | 1       | 3      | 4      |
| 24        | Francia           | 0   | 1       | 2      | 3      |
| 25        | Cuba              | 0   | 1       | 1      | 2      |
| 25        | Egitto            | 0   | 1       | 1      | 2      |
| 27        | Arabia Saudita    | 0   | 1       | 0      | 1      |
| 27        | Spagna            | 0   | 1       | 0      | 1      |
| 29        | Giappone          | 0   | 0       | 2      | 2      |
| 30        | Corea del Sud     | 0   | 0       | 1      | 1      |
| 30        | Italia            | 0   | 0       | 1      | 1      |
| 30        | Messico           | 0   | 0       | 1      | 1      |
| 30        | Saint Lucia       | 0   | 0       | 1      | 1      |
| 30        | Taipei cinese     | 0   | 0       | 1      | 1      |
| Totale    | Totale            | 39  | 39      | 39     | 117    |